# فرست لوک مدیا
فرست لوک مدیا (به انگلیسی: First Look Media) یک سازمان رسانه‌ای آمریکایی است که در اکتبر ۲۰۱۳ به عنوان جایگاهی برای «روزنامه‌نگاری مستقل» توسط پیر امیدیار تأسیس شد.

## نمای کلی
این پروژه با همکاری گلن گلنوارد، جرمی اسکیهیل و لورا پویترس به همراه کمک مالی ۲۵۰ میلیون دلاری از سوی امیدیار آغاز شده‌است. این سازمان برنامه‌های خود را برای حمایت از نشریاتی متعدد اعلام کرده‌است، که نخستین آن‌ها اینترسپت بود و در فوریه ۲۰۱۴راه‌اندازی شد. در ۱۰ مارس ۲۰۱۴، این شرکت خبر داد که علاوه بر حضور گاوکر به عنوان ویراستار و جان کوک به عنوان سردبیر اینترسپت، ناتاشا وارگاس کوپر و اندرو جارل جونز نیز به عنوان نویسندگان در این سایت فعالیت خواهند کرد. در ماه ژوئن ۲۰۱۴، مورگان مارکی-بوئر نیز به عنوان مدیر امنیت به فرست لوک مدیا پیوست.
انتشار نشریه دوم در فوریه ۲۰۱۴ آغاز شد که تحت مدیریت مت تائیبی بر فساد مالی و سیاسی متمرکز شده بود. اگر چه نام نشریه عمومی اعلام نشد، به نظر می‌رسید نام راکت انتخاب شده‌است. این نشریه کار خود را در ماه پاییز سال ۲۰۱۴ آغاز کرد اما در ماه اکتبر گزارش شد که تائیبی پس از «اختلاف نظر با مدیریت» آن را ترک خواهد کرد. در ۲۸ اکتبر امیدیار خبر از رفتن تایببی از فرست لوک مدیا داد.
در دسامبر ۲۰۱۴، فرست لوک مدیا اعلام کرد که درصدد راه اندازی یک خدمات خبری در شبکه‌های اجتماعی با عنوان Reported.ly تحت هدایت اندی کاروین است. با این حال، در ماه اوت سال ۲۰۱۶، Reported.ly گفت: فرست لوک مدیا در نظر دارد تا به حمایت خود پایان دهد و خبر از تعطیل شدن خود داد.
در فوریه ۲۰۱۵، کن سیلوراشتاین، خبرنگار ارشد تحقیقی که در دسامبر ۲۰۱۳ استخدام شده بود استعفا داد. او با نوشتن یادداشتی در پولیتیکو، فرستلوک مدیا را به عنوان «فاجعه‌ای که کم‌کم برملا خواهد شد، نه به خاطر دخالت تحریریه از بالا، بلکه به دلیل نتیجه‌ای که من در بی‌کفایتی شگفت مدیریت آن به آن رسیدم. … با آن‌همه حساب و کتاب موشکافانه هزینه‌ها و ساختار سازمانی که امیدیار بر ما تحمیل کرده بود، آنها به‌طور خاصی از روزنامه‌نگاری واقعی به‌دور بودند. … مدیران ارشد چنان گوشه‌گیر بودند که معلوم نبود چه کسی مسئول آن‌جا است. "
در ماه ژانویه ۲۰۱۵، بتسی رید به عنوان سردبیر به اینترسپت پیوست و جایگزین جان کوک شد. و مدت کوتاهی پس از آن در آوریل ۲۰۱۵ شارلوت گرینسیت را به عنوان ویراستار ارشد استخدام کرد.
در فوریه ۲۰۱۶ فرست لوک مدیا اعلام کرد که با مت بروس برای راه اندازی دی نیب همکاری خواهند کرد.
در سال ۲۰۱۷ فرس لوک مدیا وب سایتی برای عکس و ویدئو با عنوان Topic.com را راه‌اندازی کرد. که تاپیکز استودیوز نیز به عنوان بخشی از آن راه اندازی شد. آنها در تولید محصولاتی مانند رومی جی ایزریل، ریسک، اسپات‌لایت و ردی به جا نگذار همکاری داشته‌اند.
در ماه مه سال ۲۰۱۷، فرست لوک مدیا، خبر از گشایش صندوقی تحت عنوان صندوق دفاع از آزادی مطبوعات داد که به تأمین هزینه‌های حقوقی پرونده‌های مرتبط با متمم اول قانون اساسی ایالات متحده آمریکا می‌پردازد.

## پادکست‌ها
فرست لوک مدیا از سال ۲۰۱۶ در تولید پادکست‌ها نیز آغاز به همکاری با تولیدکنندگان کرد. برخی از آن‌ها عبارتند از:
- پولیتکالی ری‌اکتیو با W. Kamau Bell و Hari Kondabolu (با Earwolf)
- اینترسپتید جرمی اسکاییل (با رسانه Panoply)
- Maeve در آمریکا میزبان مایو هیگینز (با Panoply Media)
- ریچارد سیمونز گمشده با مجری‌گری دن تابرسکی (با خیابان رسانه‌های خیابانی)[۲۸]
- دیکانستراکتید با مهدی حسن